# トロカデロ広場

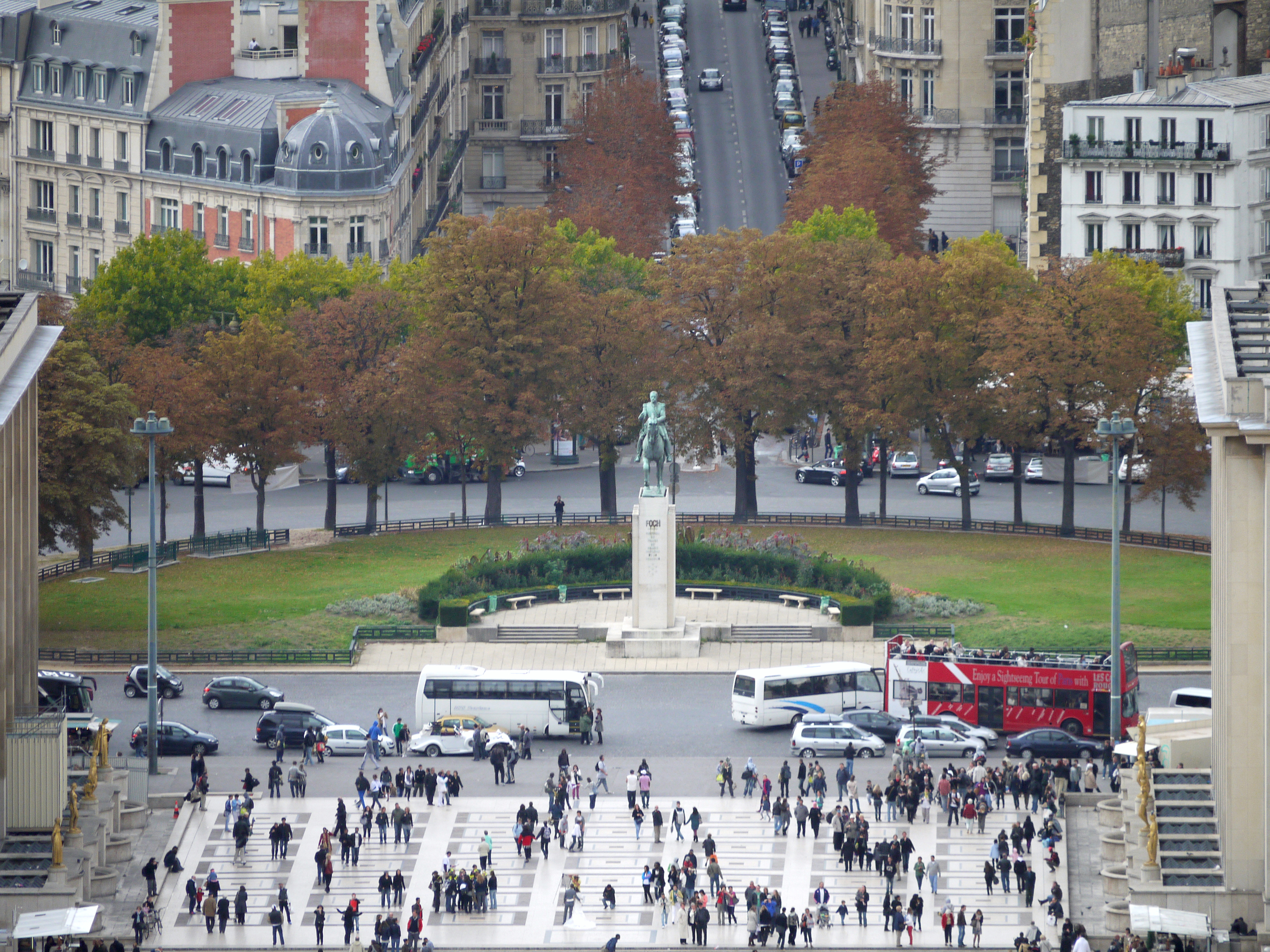
Place du Trocadéro et du 11 Novembre

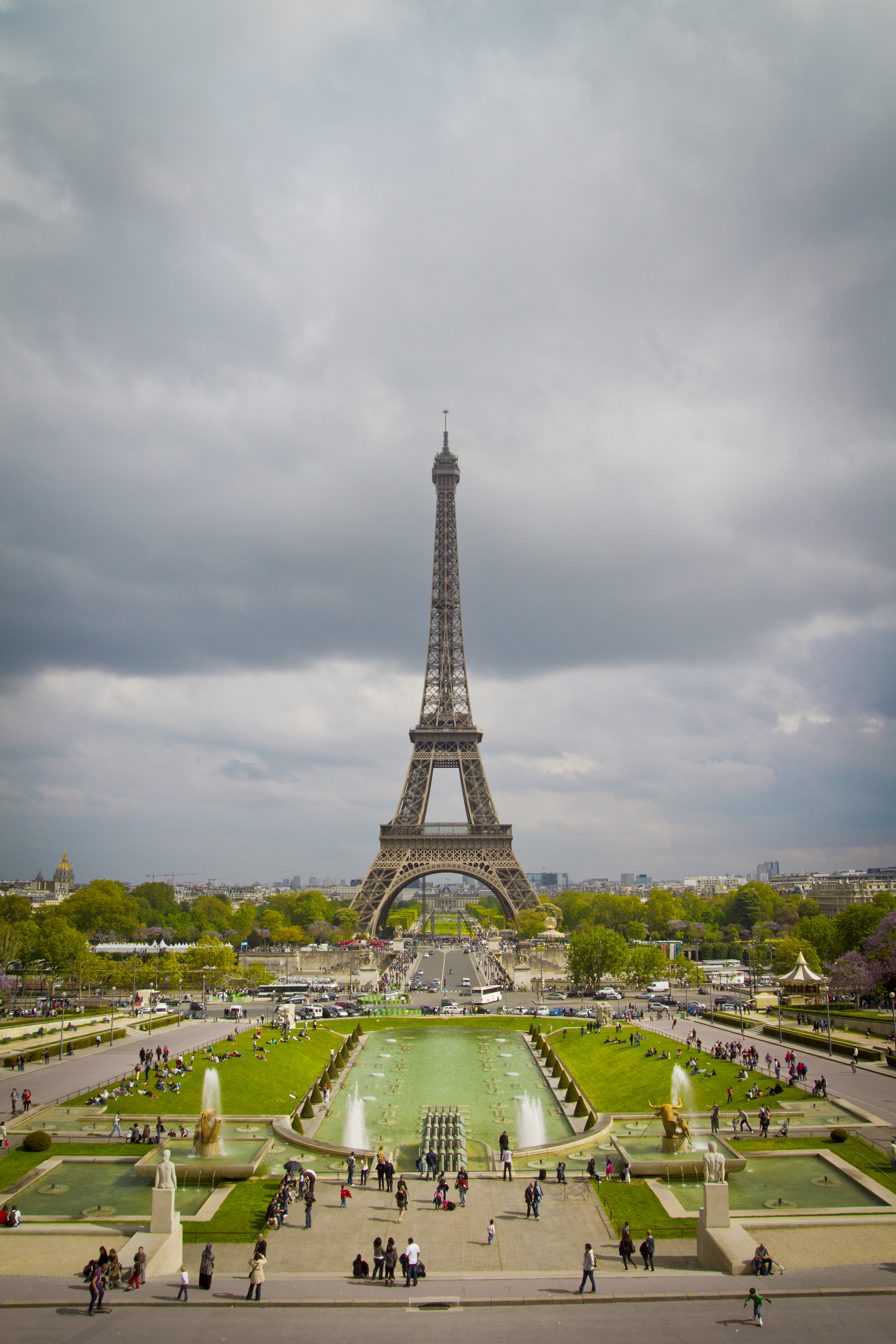
トロカデロ広場から続くシャイヨ宮のテラスから見るトロカデロ庭園、イエナ橋、エッフェル塔

トロカデロ広場（仏: Place du Trocadero、 (発音: [trɔkadeʁo])）は、パリ16区にあるシャイヨ宮の正面にある半円状の広場。
広場中央にはフェルディナン・フォッシュ元帥騎馬像がある。広場からシャイヨ宮のテラスに向かうと、トロカデロ庭園の噴水池、セーヌ川にかかるイエナ橋、対岸にあるエッフェル塔やシャン・ド・マルス公園などが眺められる。
2024年パリオリンピックでは自転車ロードレースと陸上競技の競歩の会場として使用された。

## アクセス
地下鉄6、9号線のトロカデロ駅を出てすぐ。